# 키레 리스테프스키
키레 리스테프스키(마케도니아어: Кире Ристевски, 1990년 10월 22일 ~ )는 북마케도니아 국가대표팀에서 센터백으로 활약하는 북마케도니아의 프로 축구 선수이다.

## 구단 경력

### 슬라비아 소피아
리스테프스키는 2013년 12월 27일, 슬라비아 소피아와 2년 계약을 체결했다.

### 티라나
2015년 1월 9일, 리스테프스키는 티라나와 18개월 계약을 체결하며 알바니아로 돌아와 클럽의 세 번째 우승 이적자가 되었다. 그는 2015년 2월 8일, 블라즈니아 슈코더르와의 리그 경기에서 클럽 데뷔 전을 치렀으며, 팀이 1-0으로 승리하는 데 기여했다. 2014-15년 시즌 후반기에는 리그에서 13경기를 포함해 16경기에 출전했으며, 티라나는 4위로 시즌을 마쳤고, 2014-15년 알바니아 컵 준결승에서 KF 라치를 상대로 합계 1-0으로 탈락했다.
그는 시즌이 끝난 후 6개월 동안 머무는 동안 클럽으로부터 급여를 받지 못했다고 주장한 후 팀을 떠났다.

### 라보트니츠키
2015년 여름 이적 시장에서 리스테프스키는 북마케도니아 클럽 라보트니츠키와 계약했다.

### 퓨니크
2022년 9월 13일, 퓨니크는 리스테프스키와의 계약을 발표했고, 2023년 6월 16일, 퓨니크는 리스테프스키의 이적을 확정했다.

## 국가대표팀 경력
2014년 3월 5일, 그는 스코페에서 열린 라트비아와의 친선 경기에서 2-1로 승리하는 마지막 13분을 뛰며 북마케도니아 국가대표팀으로 합류해 데뷔했다. 2020년 4월 현재 그는 총 38경기에 출전해 무득점을 기록했다.
2021년, 그는 이고르 안겔로프스키 감독에 의해 UEFA 유로 2020에 출전할 선수로 선정되었다.